# Команда (фильм)
«Команда» (англ. The Outfit) — американский криминальный триллер 1973 года, снятый режиссёром Джоном Флинном по собственному сценарию в стиле неонуар. В главных ролях снимались Роберт Дюваль, Карен Блэк и Джо Дон Бейкер.
Сценарий Флинна являлся адаптацией одноимённого романа Ричарда Старка (псевдоним Дональда Уэстлейка).

## Сюжет
Эрл Маклин (Роберт Дюваль) выходит из тюрьмы после небольшого срока за незаконное ношение оружия. Подруга Маклина, Бетт (Карен Блэк) встречает его, они останавливаются в мотеле, где Бетт рассказывает, что его брат недавно был убит и её заставили заманить Маклина в мотель. Маклину удаётся обезвредить киллера и узнать, что тот работает на чикагскую мафию.
Маклин находит мафиози Джейка Меннера (Тимоти Кэри), занимающегося организацией подпольных турниров по покеру, и грабит всех участников турнира. Джейк Меннер сообщает, что причиной убийства послужило совершённое братьями Эдди и Эрлом Маклином ограбление банка, принадлежащего мафии. Маклин передает через Меннера требование к мафии о компенсации в размере 250000 $. Тем временем киллеры безуспешно пытаются убить Коди (Джо Дон Бейкер), бывшего напарника Маклина. Коди присоединяется к Маклину и они вместе решают силой получить компенсацию путём ограбления нескольких принадлежащих мафии предприятий.
Маклин, Коди и Бетт совершают два удачных ограбления, после чего Маклину удаётся встретиться с Мейлером (Роберт Райан), одним из боссов мафии. Тот соглашается выплатить Маклину компенсацию, но вместо передачи денег его люди устраивают засаду. Группе удаётся выбраться из этой засады и скрыться, но в ходе перестрелки на дороге погибает Бетт.
Коди и Маклин проникают в хорошо охраняемый особняк Мейлера и убивают его. Прибывают многочисленные отряды полиции. Маклин, переодевшись врачом, вывозит раненого Коди на машине скорой помощи.

## В ролях
| Актёр             | Роль          |
| ----------------- | ------------- |
| Роберт Дюваль     | Эрл Маклин    |
| Карен Блэк        | Бетт Хэрроу   |
| Джо Дон Бейкер    | Коди          |
| Роберт Райан      | Мейлер        |
| Тимоти Кэри       | Джейк Меннер  |
| Ричард Джекел     | Кимми Чирни   |
| Шири Норт         | жена Бака     |
| Феличе Орланди    | Фрэнк Орланди |
| Мэри Виндзор      | Мадж Койл     |
| Джейн Грир        | Альма Маклин  |
| Генри Джонс       | доктор        |
| Джоанна Кэссиди   | Рита          |
| Элиша Кук-младший | Карл          |
| Билл Маккинни     | Бак           |
| Анита О’Дэй       | Анита О’Дэй   |
| Арчи Мур          | Пакард        |
| Тони Янг          | бухгалтер     |
| Роланд Ла Старза  | киллер        |
| Рой Робертс       | Боб Касвелл   |
| Эмиль Мейер       | Амос Хоппер   |